# Données des sens
 (février 2022).
Si vous disposez d'ouvrages ou d'articles de référence ou si vous connaissez des sites web de qualité traitant du thème abordé ici, merci de compléter l'article en donnant les références utiles à sa vérifiabilité et en les liant à la section « Notes et références ».
En philosophie de la perception, les termes données des sens,, données sensibles, données sensorielles, ou sense-data désignent des objets ou contenus mentaux strictement privés, inaccessibles à tout autre sujet que le sujet conscient qui les possède, et qui peuvent constituer des sortes d'intermédiaires entre l'esprit et le monde extérieur. 

## Origine et histoire
La théorie des données sensibles, qui postule leur existence, a été soutenue et développée au début du XXe siècle par des philosophes tels que Bertrand Russell, Charlie Dunbar Broad, Alfred Jules Ayer et George Edward Moore. Elle a été la source d'une vive polémique en philosophie de la connaissance. Pour ses partisans, il est nécessaire, pour rendre compte de l'expérience perceptive, de faire appel à des entités ou contenus mentaux produits à l'occasion de notre interaction sensorielle avec le monde. 
Aujourd'hui, la théorie des sense-data, sous ses différentes versions, a peu de partisans, en particulier en raison du caractère ontologiquement mystérieux de ces données mentales qu'il semble impossible d'identifier physiquement. La discussion relative aux données des sens a, depuis la seconde moitié du XXe siècle, été largement remplacée par la discussion sur les qualia, qui leur sont étroitement liés, mais qui, contrairement à eux, n'ont pas nécessairement de statut ontologique. La théorie des sense-data reste toutefois une référence pour l'empirisme et constitue une étape importante de son histoire. 

## Thèses

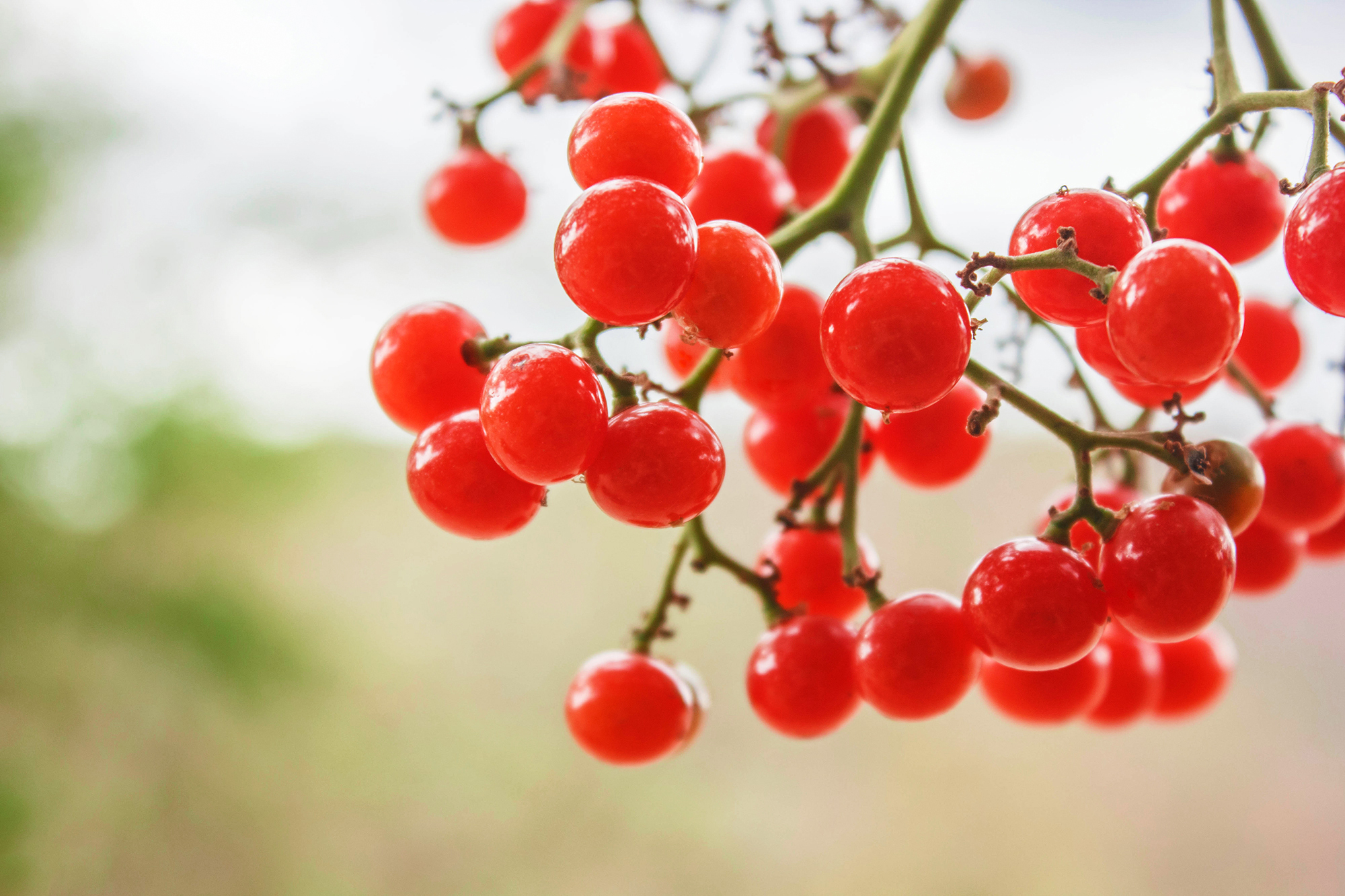
Nous pouvons douter de la nature de ce que nous voyons sans pour autant pouvoir douter du fait que nous voyons certaines formes et certaines couleurs.

Pour Russell, les données des sens sont les objets d'une perception directe, dotés de qualités différentes des objets physiques, mais formant leur pendant : ainsi le sense-datum associé à ma perception d'une tomate rouge est-il la donnée subjective d'une tache rouge possédant une certaine forme, qui n'est pas la présence physique d'une tomate, mais celle d'un ensemble de qualités à partir desquelles se construit l'image de la tomate. 
Ces contenus mentaux immédiatement accessibles à la conscience sont absolument certains : bien que je puisse être trompé par une illusion ou une erreur de jugement quant aux propriétés et à l'identité véritables de ce qui se trouve devant mes yeux – en croyant à tort que je vois une tomate, par exemple, alors qu'il s'agit d'un autre objet – je ne peux me tromper vis-à-vis de mes sense-data. Il ne semble pas possible, en effet, d'être dans l'erreur à propos du fait que nous percevons une couleur rouge ou une forme ronde lorsque nous percevons un objet rouge de forme ronde, y compris dans le cas extrême où cette perception se révèle être une hallucination (cf. l'argument de l'illusion). C'est ce caractère infaillible des sense-data qui fait leur intérêt pour la théorie de la perception : on peut les considérer comme constituant le fondement légitime de nos croyances perceptives.